# Dandelin-gömb

Ellipszis Dandelin-gömbjei

A geometriában egy kúp síkmetszésével szerkesztett, nem degenerált kúpszelethez egy vagy két Dandelin-gömb rendelhető, mely a következő tulajdonságokkal rendelkezik:
Minden Dandelin-gömb érinti, de nem hatja át a síkot és a kúpot.
Ezeket a gömböket Germinal Pierre Dandelin tiszteletére nevezték el.
Minden kúpszeletnek mindegyik fókuszához egy-egy Dandelin-gömb tartozik.
- Az ellipszisnek két Dandelin-gömbje van, ezek ugyanazt a félkúpot érintik.
- A hiperbolának két Dandelin-gömbje van, egyik az egyik, másik a másik félkúpot érinti.
- A parabolának csak egy Dandelin-gömbje van.

## Dandelin tétele
A Dandelin-gömb a következő tétel miatt tart számot érdeklődésre:
Ahol a Dandelin-gömb érinti a síkot, az a pont a kúpszelet fókusza.

## A Dandelin-tétel bizonyítása
Tekintsük az ábrát, ahol egy sík egy kúpból ellipszist metsz ki. Az ábrán feltüntettük a két Dandelin-gömböt. Mindkét gömb egy-egy körben érinti a kúpot. Mindkét gömb a síkot egy-egy pontban érinti. Nevezzük ezeket a pontokat {\displaystyle F_{1}\,}-nek és {\displaystyle F_{2}\,}-nek. Legyen {\displaystyle P\,} az ellipszis egy tetszőleges pontja. Meg kell mutatnunk, hogy az {\displaystyle {\overline {F_{1}P}}+{\overline {F_{2}P}}} távolság állandó marad, ha a {\displaystyle P\,} pont tetszőleges helyzetet foglal el az ellipszis mentén. A {\displaystyle P\,} ponton és a kúp csúcspontján át húzott egyenes a két kört a {\displaystyle P_{1}\,} és {\displaystyle P_{2}\,} pontban metszi. Ahogy a {\displaystyle P\,} pontot elmozdítjuk az ellipszis mentén, a {\displaystyle P_{1}\,} és {\displaystyle P_{2}\,} pont is ennek megfelelően elmozdul a körök kerületén. Az {\displaystyle {\overline {F_{i}P}}\,} távolság és a {\displaystyle {\overline {P_{i}P}}\,} távolság egyenlő, mivel mindkettő ugyanabból a pontból ugyanahhoz a gömbhöz húzott érintő. Következésképpen az {\displaystyle {\overline {F_{1}P}}+{\overline {F_{2}P}}} távolságnak állandónak kell maradnia, ahogy a {\displaystyle P\,} pont a görbe mentén elmozdul, mivel a {\displaystyle {\overline {P_{1}P}}+{\overline {P_{2}P}}} távolság is állandó marad.
Hasonló levezetéseket lehet végezni kúp olyan síkmetszetére, amely parabolát és hiperbolát vág ki a kúpból, illetve egyenes körhenger ferde síkmetszetére, amely szintén ellipszist eredményez.

### A tétel következményei
Ha az ellipszist úgy definiáljuk (amint az gyakran történik), hogy az azoknak a {\displaystyle P\,} pontoknak a halmaza, melyekre igaz, hogy {\displaystyle {\overline {F_{1}P}}+{\overline {F_{2}P}}=const}, az előbbi gondolatmenet bizonyítja, hogy a kúp síkmetszete valóban ellipszis. Ebből az is következik, hogy a kúp síkmetszete szimmetrikus az {\displaystyle {\overline {F_{1}F_{2}}}\,} egyenesre.

### A direktrix a Dandelin-gömbökkel
A Dandelin-gömbök segítségével a direktrixeket is meg lehet találni. Mindkét Dandelin-gömb egy kör mentén érinti a kúpot. A kör síkjának és a metszősíknak az áthatási vonala a direktrix. Ez ellipszisnél és hiperbolánál két direktrixet eredményez, parabolánál csak egyet.